# Jocs Olímpics d'Hivern de 1984
Els Jocs Olímpics d'Hivern de 1984, oficialment anomenats XIV Jocs Olímpics d'Hivern, es van celebrar a la ciutat de Sarajevo (Bòsnia i Hercegovina), que en aquells formava part de la República Federal Socialista de Iugoslàvia, entre els dies 7 i 19 de febrer de 1984. Hi participaren un total de 1.272 esportistes (998 homes i 274 dones) de 49 comitès nacionals que competiren en 8 esports i 49 especialitats.
Aquest van ser els primers Jocs Olímpics d'hivern i els segons Olímpics que van tenir lloc en un país socialista, sent els primers els Jocs Olímpics d'Estiu de 1980 realitzats a Moscou (Unió Soviètica).

## Ciutats candidates
En la 80a Sessió del Comitè Olímpic Internacional (COI) realitzada a Atenes (Grècia) el 18 de maig de 1978 s'escollí la ciutat de Sarajevo com a seu dels Jocs Olímpics d'hivern de 1984 per davant de:
| Ciutat   | País       | 1a Ronda | 2a Ronda |
| Sarajevo | Iugoslàvia | 31       | 39       |
| Sapporo  | Japó       | 33       | 36       |
| Göteborg | Suècia     | 10       | -        |

## Comitès participants
En aquests Jocs Olímpics participaren un total de 1.272 competidors, entre ells 998 homes i 274 dones, de 49 comitès nacionals diferents. En aquests Jocs van participar per primera vegada Egipte, Illes Verges, Mònaco, Puerto Rico, i el Senegal; retornà a la competició Corea del Nord, Marroc, San Marino, Turquia, Xile i la República de la Xina sota la denominació Xina Taipei.
| - Andorra (2) - Argentina (18) - Austràlia (10) - Àustria (65) - Bèlgica (4) - Bolívia (3) - Bulgària (16) - Canadà (67) - Corea del Nord (6) - Corea del Sud (15) - Costa Rica (4) - Egipte (1) - Espanya (13) - Estats Units (107) - Finlàndia (45) - França (32) - Grècia (6) |  | - Hongria (9) - Islàndia (5) - Itàlia (74) - Iugoslàvia (71) - Illes Verges Americanes (1) - Japó (39) - Líban (4) - Liechtenstein (10) - Marroc (4) - Mèxic (1) - Mònaco (1) - Mongòlia (4) - Nova Zelanda (6) - Noruega (58) - Països Baixos (13) - Polònia (30) |  | - Puerto Rico (1) - RDA (57) - RFA (84) - Regne Unit (30) - Romania (19) - San Marino (3) - Senegal (1) - Txecoslovàquia (50) - Suècia (60) - Suïssa (42) - Turquia (7) - Unió Soviètica (99) - Xile (4) - R.P. de la Xina (37) - Xina Taipei (12) - Xipre (5) |

## Esports disputats
Un total de 8 esports foren disputats en aquests Jocs Olímpics, realitzant-se un total de 49 proves. En aquesta edició hi hagué un esport de demostració.

## Seus
Estadis a Sarajevo
- Koševo Stadion - Cerimònia d'obertura
- Zetra Ice Hall - patinatge artístic, hoquei sobre gel, cerimònia de clausura
- Zetra Ice Rink - patinatge de velocitat sobre gel
- Skenderija II Hall - hoquei sobre gel

Estadis de muntanya
- Mont Bjelašnica - esquí alpí d'homes
- Mont Jahorina - esquí alpí de dones
- Igman, Veliko Polje - esquí de muntanya, biatló
- Igman, Malo Polje - Trebević - bobsleigh, luge

Altres seus
- Vila Olímpica, Mojmilo
- Vila de la premsa, Dobrinja
- Hotels: Igman (Igman), Famos (Bjelašnica), Smuk (Bjelašnica), Bistrica (Jahorina)

## Fets destacats

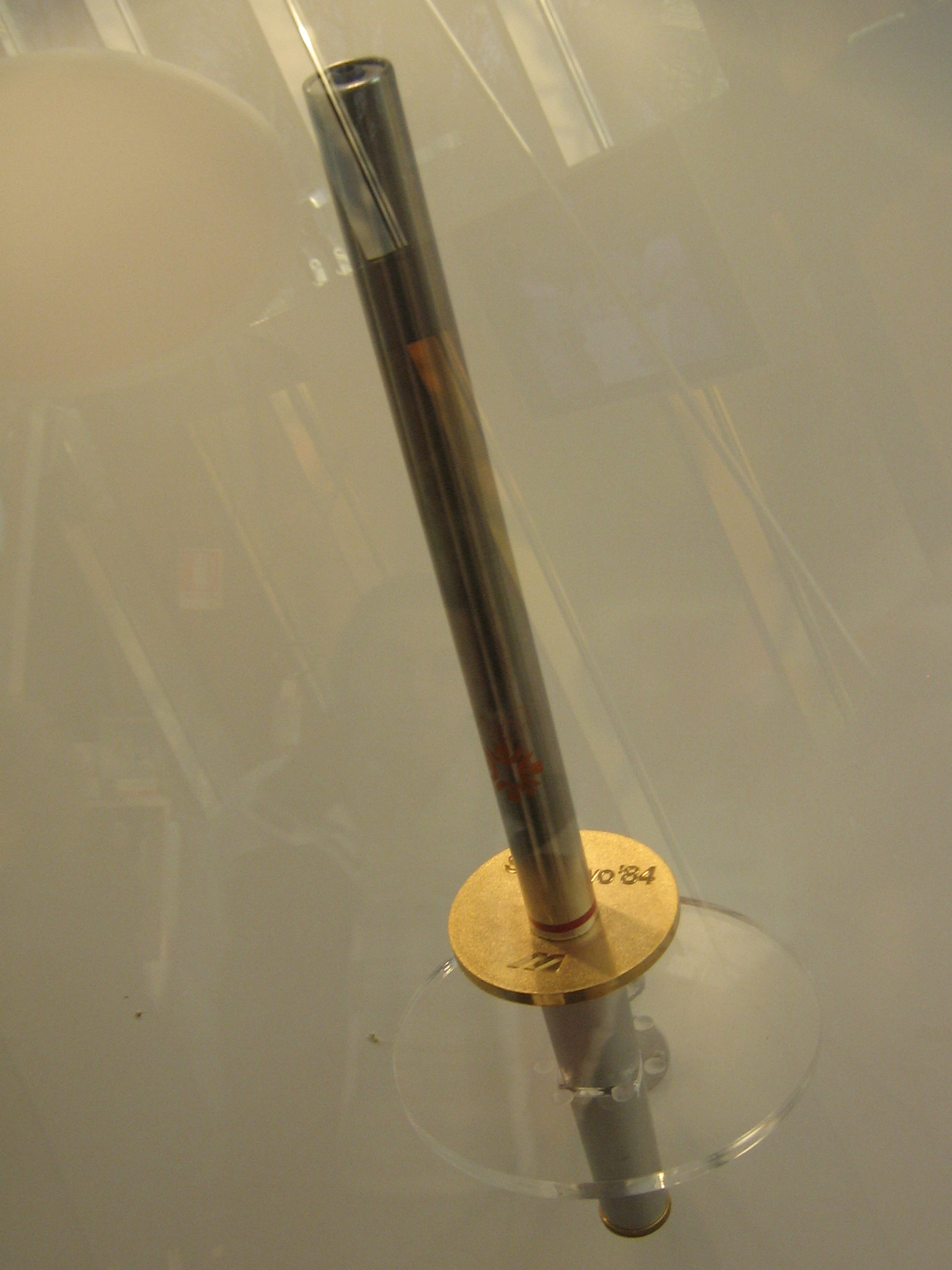
Imatge de la torxa olímpica utilitzada en aquests Jocs.

- Foren els primers Jocs sota la presidència de Joan Antoni Samaranch al Comitè Olímpic Internacional (CIO)
- La mascota olímpica fou el llop Vučko,[1] dissenyat per Jože Trobec. Els iugoslaus la triaren per votació popular a partir d'una llista de sis finalistes.
- En aquesta ocasió la primera del medaller fou la República Democràtica Alemanya (RDA) si bé la Unió Soviètica aconseguí una medalla més.
- La República Federal Socialista de Iugoslàvia aconseguí en aquests Jocs la seva primera medalla olímpica, una medalla de plata aconseguida per Jure Franko en esquí alpí, alhora que Àustria, una de les grans dominadores dels esports d'hivern, en aquests Jocs només aconseguí una medalla de bronze.
- La finlandesa Marja-Liisa Hämäläinen fou la gran vencedora dels Jocs en aconseguir les tres medalles d'or disputades en les proves individuals d'esquí de fons, a més d'una medalla de bronze en els relleus per equips.
- Els germans bessons Phil i Steve Mahre aconseguiren la primera i segona posició respectivament en la prova d'eslàlom.
- Els patinadors artístics britànics Jayne Torvill i Christopher Dean aconseguiren obtenir un 6.0 en impressió artística en la seva prova de dansa, sent els únics patinadors que han obtingut aquesta nota en tota la història.

## Medaller

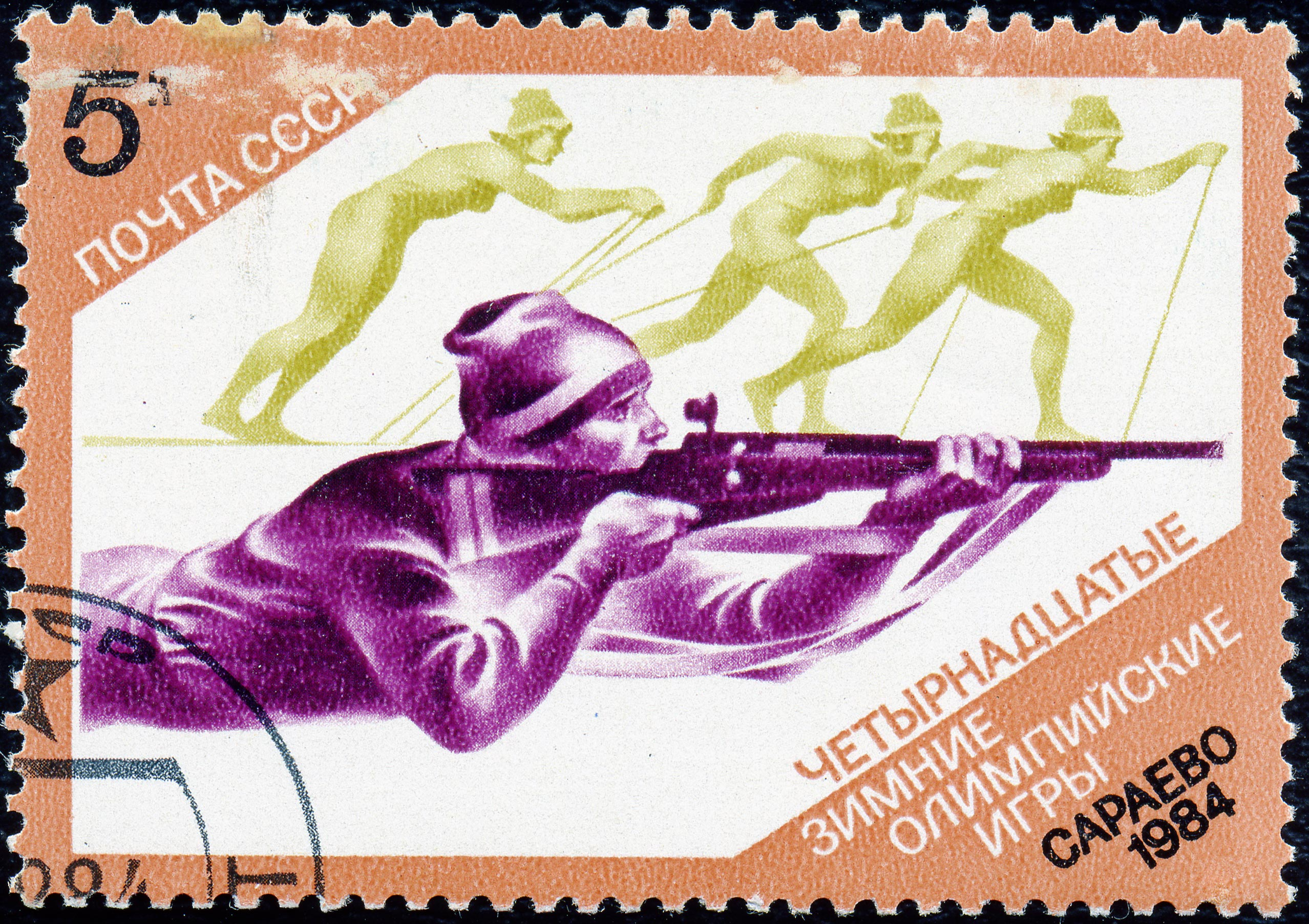
Segell commeoratiu de la Unió Soviètica amb motiu dels Jocs.

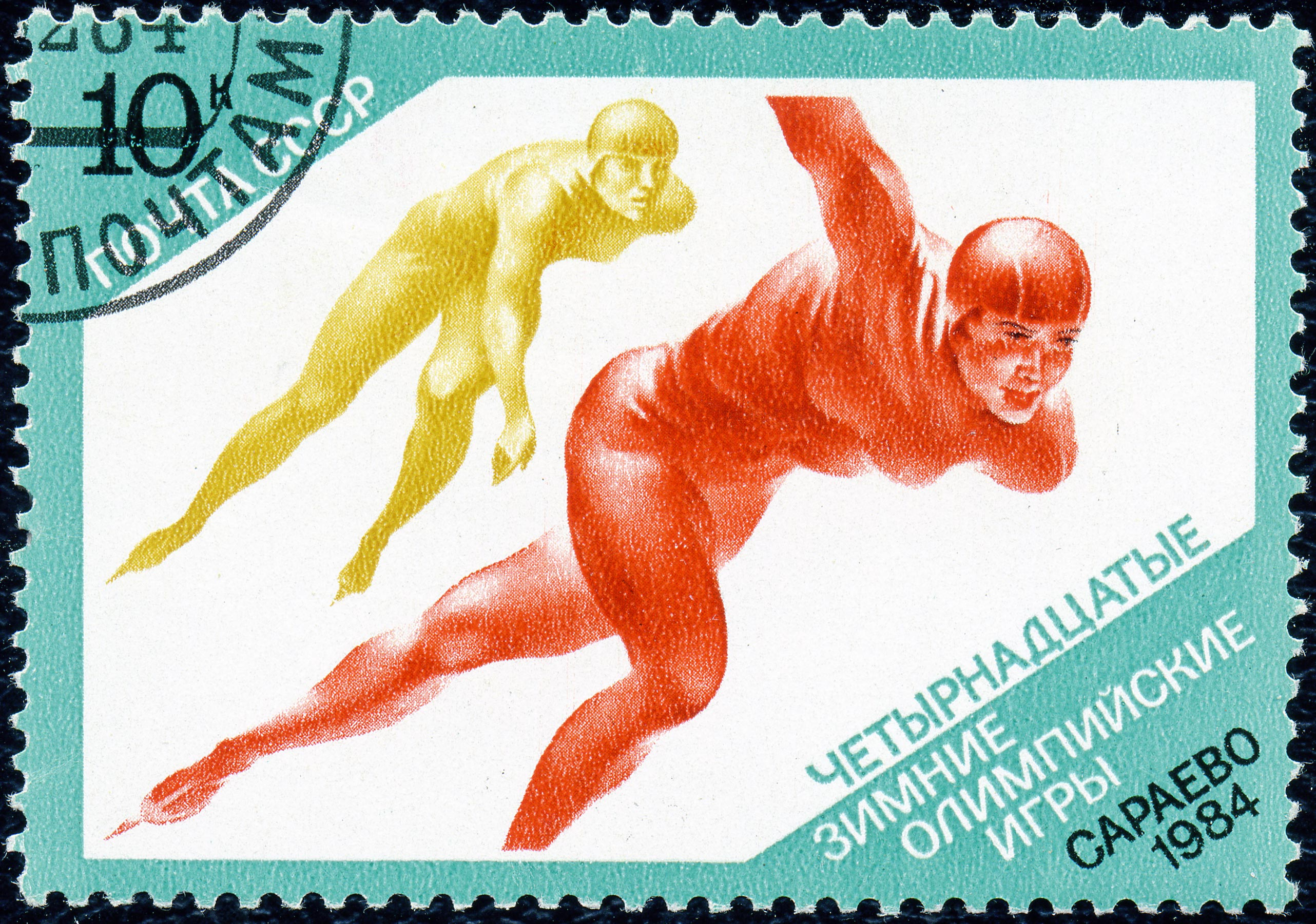
Segell commeoratiu de la Unió Soviètica amb motiu dels Jocs.

Deu comitès amb més medalles en els Jocs Olímpics de 1984. País amfitrió ressaltat (Iugoslàvia finalitzà en la posició 14a del medaller).
| Jocs Olímpics d'hivern de 1984 | Jocs Olímpics d'hivern de 1984 | Jocs Olímpics d'hivern de 1984 | Jocs Olímpics d'hivern de 1984 | Jocs Olímpics d'hivern de 1984 | Anells Olímpics |
| Posició                        | CON                            | Or                             | Plata                          | Bronze                         | Total           |
| 1                              | RDA                            | 9                              | 9                              | 6                              | 24              |
| 2                              | Unió Soviètica                 | 6                              | 10                             | 9                              | 25              |
| 3                              | Estats Units                   | 4                              | 4                              | 0                              | 8               |
| 4                              | Finlàndia                      | 4                              | 3                              | 6                              | 13              |
| 5                              | Suècia                         | 4                              | 2                              | 2                              | 8               |
| 6                              | Noruega                        | 3                              | 2                              | 4                              | 9               |
| 7                              | Suïssa                         | 2                              | 2                              | 1                              | 5               |
| 8                              | Canadà                         | 2                              | 1                              | 1                              | 4               |
| 8                              | RFA                            | 2                              | 1                              | 1                              | 4               |
| 10                             | Itàlia                         | 2                              | 0                              | 0                              | 2               |

### Medallistes més guardonats
Categoria masculina
| Nom            | CON       | Disciplina             | Medalla d'or | Plata | Bronze | Total |
| Gunde Svan     | Suècia    | Esquí de fons          | 2            | 1     | 1      | 4     |
| Gaétan Boucher | Canadà    | Patinatge de velocitat | 2            | 0     | 1      | 3     |
| Peter Angerer  | RFA       | Biatló                 | 1            | 1     | 1      | 3     |
| Eirik Kvalfoss | Noruega   | Biatló                 | 1            | 1     | 1      | 3     |
| Aki Karvonen   | Finlàndia | Esquí de fons          | 0            | 1     | 2      | 3     |

Categoria femenina
| Nom                | CON       | Disciplina             | Medalla d'or | Plata | Bronze | Total |
| Marja Hämäläinen   | Finlàndia | Esquí de fons          | 3            | 0     | 1      | 4     |
| Karin Kania-Enke   | RDA       | Patinatge de velocitat | 2            | 2     | 0      | 4     |
| Andrea Ehrig       | RDA       | Patinatge de velocitat | 1            | 2     | 0      | 3     |
| Berit Aunli-Kvello | Noruega   | Esquí de fons          | 1            | 1     | 0      | 2     |
| Anne Jahren        | Noruega   | Esquí de fons          | 1            | 0     | 1      | 2     |